# Ната Месаровић
Ната Месаровић (Београд, 19. јун 1950) српски је правник и бивши председник Врховног касационог суда Републике Србије.

## Биографија
Завршила је Правни факултет 1974. године. У периоду 1974-1976 била је судијски приправник и стручни сарадник у Привредном суду у Београду. Потом је до 1985. била градски судија за прекршаје у Београду. После тога је 1985-1997 била судија Четвртог општинског суда у Београду. Од 1997. била је судија Окружног суда у Београду.
Априла 2003. године изабрана је за судију Врховног суда. Одмах после тога је делегирана за судију у Већу Специјалног суда које је судило процес оптуженима за убиство Зорана Ђинђића. После одласка председавајућег судије Марка Кљајевића, 7. септембра 2006. године, Ната Месаровић је постала председавајући судија у овом процесу. 23. маја 2007. године изречена је осуђујућа пресуда члановима Земунског клана и Јединице за специјалне операције. У јануару 2008. године вратила се у Врховни суд. Дана 9. марта 2009. изабрана је за в. д. председника Врховног суда, до тада је председник овог суда била Вида Петровић-Шкеро, којој је истекао четворогодишњи мандат.
Ната Месаровић је изабрана за првог председника Врховног касационог суда 30. новембра 2009. године. Њен једини противкандидат био је судија Врховног суда Јанко Лазаревић. Врховни касациони суд је почео са радом 1. јануара 2010. уместо дотадашњег Врховног суда Србије. Уместо Високог савета правосуђа постојаће Високи савет судства, чији је председник по полажају такође Ната Месаровић. Мандат председника Врховног касационог суда траје пет година и кандидат не може поново бити изабран на ту функцију. Неколико дана после њеног избора за председника Врховног касационог суда, добила је писмо у коме јој се прети смрћу због суђења оптуженима за убиство Зорана Ђинђића. Смењена је одлуком скупштине 20. фебруара 2013. године.
Удата је, има сина Владимира који је судија Четвртог општинског суда у Београду.